# 비타민 A 결핍
| 임상 극심한 준임상 보통의 준임상 | 온화한 준임상 통제 중인 VAD 자료 없음 |

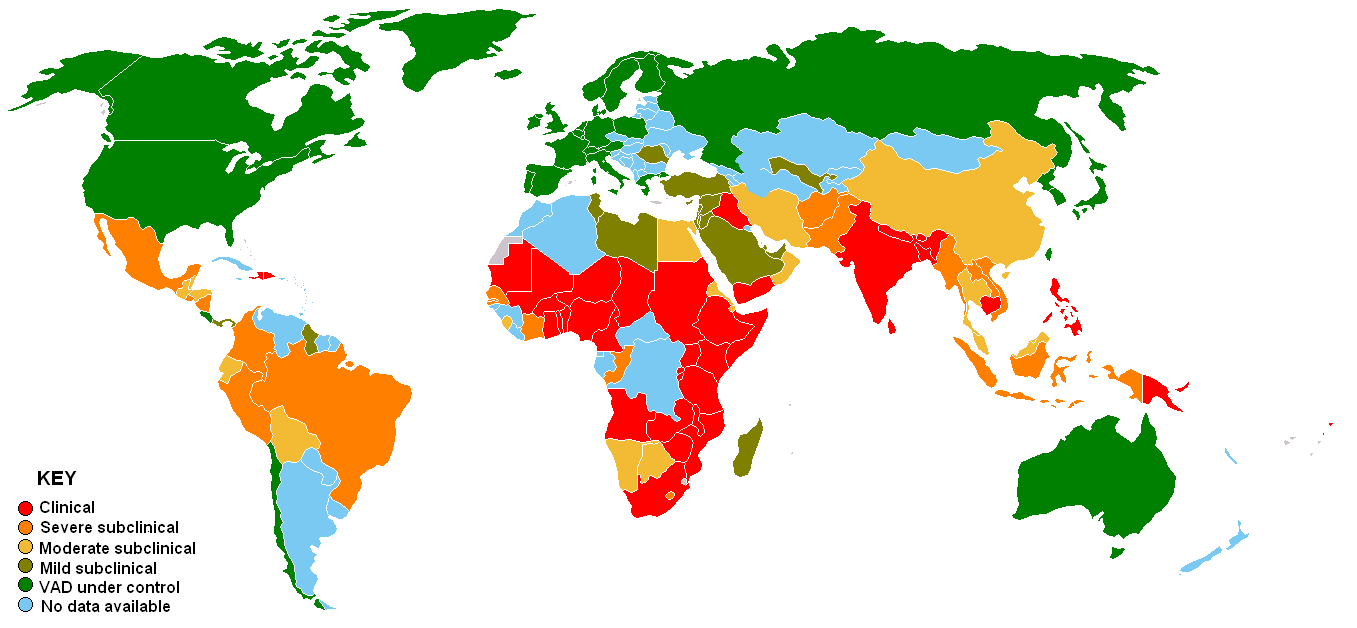
비타민 A 결핍 발병 (1995년).
임상
극심한 준임상
보통의 준임상
온화한 준임상
통제 중인 VAD
자료 없음

비타민 A 결핍(Vitamin A deficiency, VAD)은 혈액과 조직에 비타민 A가 부족한 상태를 말한다. 가난한 나라에서는 특히 어린이와 출산 가능한 나이의 여성에게 흔하지만 선진국에서는 드물다. 비타민 A 결핍의 첫 증상 중 하나는 야맹증이다. 비타민 A 결핍은 안구건조증, 각막연화증, 실명으로 이어질 수도 있다.
비타민 A는 시각회로에 관여하는데 이 회로가 반복되는 과정에서 모든 레티날이 재사용되지 못하고 손실되게 된다. 이때의 손실분은 혈액 내 레티놀이 레티날로 전환되어 공급하게 된다. 만약 체내에 비타민 A가 부족하여 이 손실량을 보충할 수 없으면 야간에 사물을 식별하기 어려워지는 야맹증이 생길 수 있다..

## 역학

인구 100,000명 당 비타민 A 결핍에 대한 장애 조정 생활년 (2002년)
자료 없음
< 35
35–70
70–105
105–140
140–175
175–210
210–245
245–280
280–315
315–350
350–400
> 400